# Ніч напередодні іспитів
«Ніч напередодні іспитів» (рос. Ночь накануне экзамена) — картина зі студентського життя російського художника Леоніда Пастернака (1862—1945).

## Передісторія
Як особистість, Л. О. Пастернак з дитинства тяжів до образотворчого мистецтва і жадібно малював. Картина належить до раннього періоду творчості художника. Вона не випадково виникла у творчості Леоніда Пастернака. Він декілька разів був студентом у різних навчальних закладах. Два роки за примусом батьків навчався у Московському імператорському університеті, але покинув медичний факультет, бо не відкрив у собі потягу до медицини. Потім ще раз у Новоросійському імператорському університеті, цього разу на юридичному факультеті. Навчання у Новоросійському університеті надавало студентам право покидати кордони Російської імперії, про що Пастернак знав і скористався цим правом. Він відбув у Німеччину, де навчався у Мюнхенській академії мистецтв.
В ранній період творчості він охоче працював з олійними фарбами. Особливо його приваблював побутовий жанр. Серед творів цього періоду картини — «Дебютантка», «Читають листа з села (лист з батьківщини)», «Пані їде до рідних», «Муки творчості». Він старанно відтворював як одну окрему постать, так декілька фігур. Картина «Ніч напередодні іспитів» — з чотирма персонажами.

## Опис твору
На невеличкому за розмірами полотні подано постаті чотирьох студентів. Ймовірно, вони разом наймають квартиру і разом навчаються в університеті. Важко сказати, чи є всі вони студенти медичного факультету, бо лише один з товаришів утримує у руці череп людини.
Художника привабила можливість подати чотири різні характери. Всі вони заглиблені у навчання, але пафос опанування нового і тривога перед іспитами по різному відбивається на кожному з них. Студент за столом не відривається від конспекту, другий у кріслі утомився і зробив перерву. Меблі випадкові, студент на віденському стільці зосереджено вивчає анатомію, а вивчення кісток черепа — один з її важливих розділів. Тривога та утома виморили студента праворуч настільки, що він покинув навчання і спустошено розкурює тютюн. Студенти роз'єднані у момент опанування матеріалу і не дивляться один на одного, але усіх їх поєднує тривога у ніч напередодні іспитів.

## Провенанс
Первісно картина була показана на виставці передвижників. Художник подав картину на виставку у Мюнхені, де колись навчався сам і де отримав золоту медаль за твір. Як вдале власне досягнення картина відбула також на Всесвітню виставку у Париж 1900 року. З виставки у Парижі картину придбали для експонування у столичному Люксембурзькому музеї. Згодом (після створення музею д'Орсе), що став відділком Лувра, картину передали для експонування у музей д'Орсе.